# Coupe intercontinentale 1992
La Coupe intercontinentale 1992 est la 31e édition de la Coupe intercontinentale. Le match oppose le club espagnol du FC Barcelone, vainqueur de la Coupe des clubs champions européens 1991-1992 aux Brésiliens du São Paulo FC, vainqueur de la Copa Libertadores 1992. C'est la première participation de ces deux clubs dans cette compétition.
Le match se déroule au Stade national de Tōkyō au Japon devant 60 000 spectateurs, et est dirigé par l'arbitre argentin Juan Carlos Loustau. Le São Paulo FC l'emporte sur le score de deux buts à un, remportant ainsi sa première Coupe intercontinentale, et son milieu de terrain Raí, double buteur, est élu homme du match. En 2017, le Conseil de la FIFA a reconnu avec document officiel (de jure) tous les champions de la Coupe intercontinentale avec le titre officiel de clubs de football champions du monde, c'est-à-dire avec le titre de champions du monde FIFA, initialement attribué uniquement aux gagnantsles de la Coupe du monde des clubs FIFA.

## Feuille de match
Les règles du match sont les suivantes : la durée de la rencontre est de 90 minutes. S'il y a toujours match nul, une prolongation de deux fois quinze minutes et jouée. S'il y a toujours égalité au terme de cette prolongation, une séance de tirs au but est réalisée. Trois remplacements sont autorisés pour chaque équipe.
| 12 décembre 1992 | FC Barcelone  | 1 - 2   | São Paulo FC | Stade national de Tōkyō                              |                                                      |
| 12h00 (UTC+9)    | Stoichkov 13e | (1 - 1) | 27e 78e Raí  | Spectateurs : 60 000 Arbitrage : Juan Carlos Loustau | Spectateurs : 60 000 Arbitrage : Juan Carlos Loustau |
| 12h00 (UTC+9)    | Rapport       |         |              | Spectateurs : 60 000 Arbitrage : Juan Carlos Loustau | Spectateurs : 60 000 Arbitrage : Juan Carlos Loustau |

| FC Barcelone | São Paulo FC |

| FC Barcelone : |    |                        |
|                |    |                        |
| G              | 1  | Andoni Zubizarreta     |
| D              | 2  | Albert Ferrer          |
| D              | 4  | Ronald Koeman          |
| D              | 3  | Eusebio Sacristán      |
| M              | 6  | José Mari Bakero 51e   |
| M              | 7  | Josep Guardiola        |
| M              | 5  | Guillermo Amor         |
| M              | 10 | Michael Laudrup        |
| M              | 9  | Richard Witschge       |
| A              | 8  | Hristo Stoichkov       |
| A              | 11 | Txiki Begiristain 79e  |
| Remplaçants :  |    |                        |
| M              | 17 | Andoni Goikoetxea 51e  |
| M              | 14 | Miguel Ángel Nadal 79e |
| Entraîneur :   |    |                        |
| Johan Cruyff   |    |                        |

| São Paulo FC : |    |                   |
|                |    |                   |
| G              | 1  | Zetti             |
| D              | 4  | Cafu              |
| D              | 7  | Vítor (en)        |
| D              | 2  | Ronaldão          |
| D              | 6  | Ronaldo Luiz (pt) |
| M              | 3  | Adilson (pt)      |
| M              | 5  | Pintado           |
| M              | 8  | Cerezo 83e        |
| M              | 10 | Raí               |
| A              | 11 | Palhinha          |
| A              | 9  | Müller            |
| Remplaçants :  |    |                   |
| M              | 14 | Dinho (it) 83e    |
| Entraîneur :   |    |                   |
| Telê Santana   |    |                   |

Homme du match :

Raí (São Paulo)